# Pimpinella oreophila
Pimpinella oreophila är en flockblommig växtart som beskrevs av Joseph Dalton Hooker. Pimpinella oreophila ingår i släktet bockrötter, och familjen flockblommiga växter. Utöver nominatformen finns också underarten P. o. kilimandscharica.